# Magnus Sundström (borgmästare)
Magnus Sundström, född på 1600-talet, död 10 augusti 1732, var en svensk borgmästare och riksdagsman.

## Biografi
Magnus Sundström föddes på 1600-talet. Han arbetade som borgmästare i Härnösands stad och var riksdagsledamot för borgarståndet i Härnösand vid riksdagen 1697, riksdagen 1710, riksdagen 1713–1714 och riksdagen 1719. Sundström arbetade under ofredsåren som major och avled 1732.